# Campagna di Algeciras
La campagna di Algeciras, nota anche come battaglia o battaglie di Algeciras, è stata una campagna militare condotta nel giugno-luglio 1801 nel corso delle guerre rivoluzionarie francesi.
La campagna rappresentò il tentativo, da parte della Francia e dei suoi alleati, di congiungere uno squadrone della marina francese ad uno squadrone spagnolo di stanza a Cadice per poter successivamente portare avanti operazioni militari contro l'Egitto o il Portogallo. Provenendo da Tolone e dovendo raggiungere Cadice, lo squadrone francese al comando del contrammiraglio Charles Linois doveva necessariamente attraversare lo Stretto di Gibilterra, base operativa dello squadrone inglese comandato dal retroammiraglio sir James Saumarez, incaricato di mantenere il blocco navale sul porto spagnolo. Dopo una prima parte del percorso, in cui ebbe anche occasione di catturare alcuni vascelli inglesi, lo squadrone francese pose l'ancora nel porto di Algeciras, una cittadella fortificata posta nell'omonima baia antistante la fortezza inglese di Gibilterra. La mattina del 6 luglio 1801, Saumarez attaccò lo squadrone all'ancora nel corso della prima battaglia di Algeciras. Nonostante severi danni fossero stati inflitti ai tre vascelli francesi, nessuno poté essere catturato, e gli inglesi furono costretti a ritirarsi dopo aver lasciato sul campo la HMS Hannibal: la nave, arenatasi e pesantemente danneggiata dal fuoco franco-spagnolo, fu successivamente armata in seno alla marina francese.
Nei giorni immediatamente successivi alla prima battaglia, entrambi gli schieramenti furono impegnati nelle riparazioni e a richiedere urgenti rinforzi. Il 9 luglio una flotta composta da cinque vascelli spagnoli, un vascello francese e diverse fregate partì da Cadice per scortare lo squadrone di Linois verso il porto spagnolo. Gli inglesi a Gibilterra, visto il movimento, raddoppiarono i propri sforzi per mettere il proprio squadrone nelle condizioni di poter combattere nuovamente. La sera del 12 luglio la flotta congiunta francese e spagnola salpò da Algeciras, presto seguita da quella inglese, che la notte stessa ingaggiò il combattimento in quella che diventerà nota come la seconda battaglia di Algeciras. Il buio pesto consentì al vascello inglese HMS Superb di infilarsi nella retroguardia spagnola, presto seguito dal resto delle forze di Saumarez. Nella confusione che ne seguì, gli inglesi riuscirono a catturare una nave francese, ad affondare una fregata spagnola e a provocare la reciproca distruzione di due grandiosi vascelli di prima classe spagnoli montanti 120 cannoni ciascuno. L'esplosione che ne seguì uccise circa 1 700 marinai. La mattina successiva, la nave francese Formidable, rimasta dietro alla retroguardia, fu attaccata dalle forze inglesi ma riuscì ugualmente a disimpegnarsi e a raggiungere Cadice con il resto dello squadrone franco-spagnolo.
Complessivamente, francesi e spagnoli riuscirono nel loro scopo di riunire le proprie forze a Cadice, nonostante le pesanti perdite, ma si ritrovarono comunque sottoposti al blocco navale inglese, senza la possibilità di portare a compimento i piani di attacco a Portogallo o Egitto. Le due battaglie, spesso considerate come "una sola battaglia prolungata", si rivelò decisiva nel consolidare il dominio inglese nel Mar Mediterraneo e nel condannare alla sconfitta l'esercito francese, isolato in Egitto ed impossibilitato a ricevere rinforzi dalla madrepatria.

## Antefatto
Il primo agosto del 1798 la flotta francese nel Mediterraneo era stata quasi completamente annientata durante la battaglia del Nilo, nella baia di Abukir, in Egitto. Questo evento capovolse immediatamente la situazione strategica nel Mediterraneo, ridimensionando significativamente la minaccia costituita dalla flotta francese di stanza a Tolone e garantendo agli inglesi ed ai loro alleati nella guerra della Seconda coalizione il dominio navale sulla regione. Per i tre anni successivi, l'Inghilterra e i suoi alleati predisposero dei blocchi navali contro le principali basi navali spagnole e francesi della regione, tra cui Alessandria d'Egitto, Corfù e Malta, ma, soprattutto, contro i cruciali porti di Tolone e Cadice. Questo limitò drasticamente i movimenti di truppe ed equipaggiamento francese attraverso il bacino del Mediterraneo, con il risultato che sia Malta che Corfù furono successivamente conquistate, mentre l'esercito dislocato in Egitto fu pesantemente ridimensionato per dimensioni ed efficacia bellica.
Nel gennaio del 1801, nel tentativo di ingrossare le file della flotta del Mediterraneo e di rinforzare la guarnigione assediata in Egitto, il primo console Napoleone Bonaparte ordinò ad uno squadrone di sette vascelli al comando del retroammiraglio Honoré Ganteaume di salpare da Brest, sulla costa atlantica, e far rotta verso il Mediterraneo. Lo squadrone fallì tre tentativi di raggiungere l'Egitto prima di ritirarsi a Tolone alla fine di giugno del 1801. Durante l'ultimo tentativo, lo squadrone condotto da Ganteaume salpò da Tolone con gli ordini di assicurare la supremazia navale nei dintorni dell'Isola d'Elba per consentirne l'invasione dal mare e muovere successivamente verso il Mediterraneo orientale. Durante l'operazione, Ganteaume si rese conto di essere pericolosamente a corto di uomini in molte delle proprie navi e decise di far consolidare gli equipaggi facendo tornare a Tolone tre vascelli, la Formidable, la Indomptable e la Desaix.
La rinnovata presenza navale a Tolone spinse la Francia a pianificare una seconda operazione utilizzando i nuovi arrivi da parte di Ganteaume. Ad inizio anno Napoleone e il re Carlo IV di Spagna avevano concordato il trasferimento di sei vascelli dalla flotta spagnola di Cadice alla flotta francese. Questo neonato squadrone si sarebbe dovuto riunire con i tre vascelli distaccati a Tolone (con l'aggiunta della fregata Muiron) sotto il comando del retroammiraglio Charles Linois. Qui, allo squadrone di nove imbarcazioni si sarebbero aggiunti ulteriori sei vascelli promessi dalla flotta spagnola. Questa nuova forza avrebbe portato avanti almeno uno dei due piani di attacco ventilati dal governo francese: il primo, un attacco su larga scala alla città di Lisbona. Nel 1801 Spagna e Portogallo erano infatti impegnate nella  guerra delle arance, istigata proprio dal governo francese. Inoltre, Lisbona era considerata uno dei principali porti commerciali inglesi: l'ammiraglio francese Kerguelen aveva stimato qualche anni prima che un attacco a Lisbona avrebbe consentito di sequestrare fino a "2 milioni" di beni inglesi. Il secondo piano, approntato dopo la fine della guerra delle Arance avvenuta il 2 giugno, era quello di rifornire l'Egitto con le truppe francesi all'epoca dislocate in Italia. Per facilitare il previsto trasferimento delle navi spagnole alla marina francese, Napoleone inviò il contrammiraglio Pierre Dumanoir le Pelley a Cadice. Le Pelley arrivò al porto di Cadice il 13 giugno con le fregate Libre e Indienne, iniziando subito a trasferire i propri equipaggi a bordo dei nuovi vascelli acquistati, assegnando il comando al Commodoro Julien le Ray. Il suo arrivo fu notato dal blocco navale al largo di Cadice, al comando del retroammiraglio James Saumarez, veterano della Battaglia del Nilo e noto come uno della "Banda dei Fratelli", i quindici comandanti che combatterono con Horatio Nelson ad Abukir. Le navi di Le Pelley furono inseguite dalla HMS Superb e dalla HMS Venerable, ma l'ammiraglio francese riuscì a portarsi al sicuro all'interno del porto. Gli ordini di Saumarez non prevedevano solo di bloccare il porto spagnolo, ma anche, specificatamente, di controllare ogni tentativo da parte di uno squadrone francese di riunirsi alla flotta spagnola di Cadice.

## Il viaggio di Linois

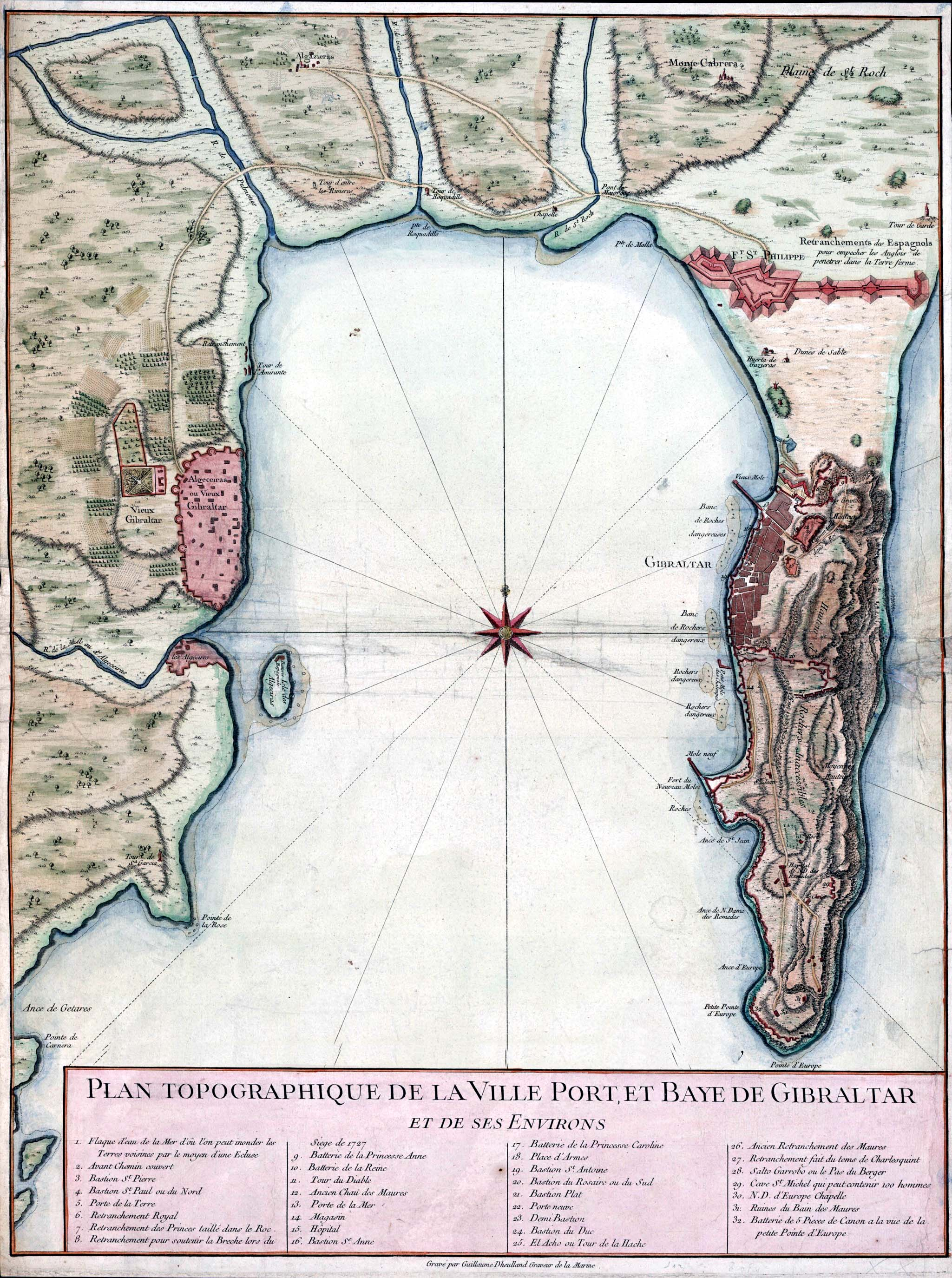
Mappa della Baia di Gibilterra, ca. 1750, che mostra Algeciras (a sinistra) e Gibilterra; ci sono circa 10 km di mare a separare le due località.

Linois salpò da Tolone il 13 giugno 1801 al comando di tre vascelli e di una fregata, con a bordo 1 560 soldati agli ordini del generale di brigata Devaux. La precedente spedizione di Ganteaume era ancora nel Mediterraneo orientale, e la forza inglese comandata da Sir John Borlase Warren, che in origine aveva il compito di mantenere il blocco navale su Tolone, incrociava al largo di Malta sperando di intercettare Ganteaume sulla via del ritorno. Di conseguenza, le uniche navi inglese rimaste al largo di Tolone erano poche fregate, facilmente scacciate dalle imponenti navi francesi alla loro partenza da Tolone. La navigazione di Linois fu lenta, ostacolata da venti da sud-ovest tali che dopo oltre due settimane la flotta era ancora al largo di Cabo de Gata, all'inizio del Mare di Alborán. Il primo luglio la spedizione fu avvistata da Gibilterra, ma l'unica nave da guerra presente nella rocca era il piccolo sloop-of-war inglese HMS Calpe del capitano Dundas, sicuramente non in grado di ostacolare l'avanzata francese. Pertanto, Dundas inviò al Tenente Richard Janvarin di comunicare l'arrivo francese a Saumarez, ancora al largo di Cadice con le altre navi del blocco inglese.
Linois doppiò Gibilterra il 3 luglio, e durante la notte avvistò il brigantino HMS Speedy a breve distanza davanti a sé. Linois aveva già catturato un numero consistente di navi durante la propria traversata, ma questa era la prima nave da guerra, peraltro dalla pessima fama. Il suo capitano, lord Cochrane, aveva passato l'ultimo anno attaccando in lungo e in largo le coste spagnole riportando considerevoli successi (tra cui la cattura di una fregata grossa quattro volte il suo brigantino e con un numero sette volte superiore di uomini). Cochrane inizialmente credette che lo squadrone rappresentasse una potenziale preda, e si avvicinò incautamente alle navi francesi. Quando si accorse dell'errore era ormai troppo vicino per poter fuggire. Anziché arrendersi, tuttavia, lanciò fuoribordo tutta l'artiglieria ed ogni peso in eccesso, manovrando la nave in modo da mantenersi a distanza delle temute bordate francesi. A quel punto tentò di passare direttamente tra la Formidable e la Desaix in avvicinamento, tentando di dirigersi in alto mare evitando, con le sue dimensioni contenute, il fuoco concentrato delle navi francesi. Per rispondere a questa sua mossa, il commodoro Jean-Anne Christy-Pallière della Desaix virò immediatamente per inseguire la Speedy danneggiando con alcuni colpi vele e sartiame del brigantino inglese. Ormai rallentato, fu facile per la Desaix raggiungere l'imbarcazione inglese e far fuoco a distanza ravvicinata. La bordata francese, tuttavia, fu sparata mentre il vascello era in fase di rollio, e mancò completamente il ponte nemico senza fare alcuna vittima. I colpi ottennero però l'effetto di strappar via quel che rimaneva delle vele della Speedy, lasciandola fuori controllo e costringendo Cochrane a capitolare. Tratto a bordo della Desaix, il capitano offrì la propria spada a Christy-Pallière in segno di resa, ma quest'ultimo, colpito dalla resistenza inglese, rifiutò di accettarla annunciando che non avrebbe "accettato la spada di un ufficiale che per così lungo tempo ha sfidato l'impossibile". Da Cochrane, Linois venne a sapere della presenza di Saumarez di fronte al porto di Cadice e, sicuro che la propria presenza gli sarebbe stata segnalata dalla guarnigione di Gibilterra, condusse lo squadrone francese al sicuro nel porto fortificato spagnolo di Algeciras, dalla parte opposta di Gibilterra nell'omonimo golfo.
Al largo di Cadice, Saumarez fu avvisato dell'arrivo di Linois dal Tenente Janvarin alle ore 02:00 del 5 luglio, e immediatamente volse la prua verso Gibilterra, bordeggiando controvento. La fregata HMS Thames fu distaccata dal contingente e mandata 18 miglia nautiche (33,3 km) ad ovest, alla foce del Guadalquivir per recuperare la HMS Superb del capitano Richard Goodwin Keats lì stazionato assieme al piccolo brigantino HMS Pasley. Keats seguì Saumarez verso Algeciras e fu in vista della destinazione proprio mentre la battaglia stava per iniziare, ma, ricevuta da un mercantile americano la notizia errata della partenza di Linois dalla baia, e ritenendo quindi che il francese fosse in mare aperto e di ritorno a Tolone, tornò a Cadice per ripristinare il blocco inglese. Al momento di salpare verso Algeciras, Saumarez distaccò anche il lugger HMS Plymouth per avvertire l'Ammiragliato inglese a Lisbona delle proprie intenzioni. L'immediata partenza dell'ammiraglio fu resa meno efficace da alcune bonacce che impedirono al suo squadrone di far altro che andare alla deriva verso est, lontano dalla Superb e verso Algeciras. Fu solo alla mattina del 6 luglio che Saumarez poté arrivare in posizione per attaccare lo squadrone francese che lo attendeva all'ancora. Anticipando l'arrivo di Saumarez, Linois aveva schierato il proprio squadrone in una solida posizione difensiva, con i propri vascelli ancorati su una linea nord-sud nelle acque basse all'ingresso del porto di Algeciras, protette dai forti spagnoli ad entrambe le estremità e lungo l'intera cittadina, mentre la Murion era ancorata in acque ancora più basse. L'ammiraglio francese si dispose a condurre personalmente la battaglia a bordo della Formidable, ma distaccò parte dei suoi equipaggi per dare supporto alle difese di terra spagnole.

## La prima battaglia di Algeciras

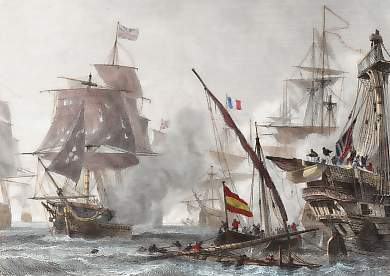
Algéciras, 6 Juillet 1802, Alfred Morel-Fatio

Alle ore 07:00 del mattino Saumarez ordinò al capitano Hood della HMS Venerable di condurre lo squadrone inglese all'interno della baia e di attaccare direttamente i francesi. Tuttavia, Hood fu rallentato dai venti troppo leggeri, e la prima nave inglese ad ingaggiare battaglia fu la HMS Pompée del capitano Charles Stirling, che attaccò in successione tutte le navi francesi dello schieramento prima di gettare l'ancora nelle vicinanze della Formidable. La Pompée fu seguita dalla HMS Audacious, dall'ammiraglia di Saumarez HMS Caesar e dalla HMS Hannibal, mentre la Venerable e la HMS Spencer erano forzate a partecipare ai combattimenti da una distanza superiore a causa dell'inaffidabilità dei venti. Alle ore 10:00 entrambi gli squadroni erano nel pieno della battaglia, all'eccezione della Pompée che, incappata in una forte corrente, era ruotata fino a portare la propria poppa di fronte alla fiancata della Formidable di Linois, che poté così spazzare il ponte inglese con le proprie bordate. Vista la pericolosa situazione della nave di Stirling, Saumarez ordinò al capitano Ferris di aggirare con la sua Hannibal l'estremità dello schieramento francese e colpire d'infilata la Formidable. A causa della scarsità di vento, Ferris impiegò circa un'ora a raggiungere il termine dello schieramento francese, ma, al momento di virare verso la costa, la Hannibal si arenò su una secca proprio di fronte al forte spagnolo della Torre de Almirante.
Saumarez ordinò alle scialuppe del proprio squadrone di assistere la Hannibal e la Pompée, ormai entrambe costrette a subire il pesante fuoco nemico senza poter rispondere in maniera efficace. In risposta, Linois ordinò alle proprie navi di tagliare gli ormeggi per farsi spostare dalla corrente verso i fondali più bassi della costa, lontane dal fuoco dello squadrone inglese, bloccato dall'assenza di vento. La Formidable completò correttamente la manovra, ma sia la Desaix che la Indomptable si arenarono a loro volta, e proprio sotto al fuoco delle navi di Saumarez, che a loro volta avevano mollato i propri ormeggi per tentare di chiudere le distanze con lo squadrone francese. Alle 13:35, tuttavia, Saumarez dovette ammettere che il proprio squadrone era a rischio di arenarsi direttamente di fronte al fuoco delle batterie spagnole. Con le scialuppe ormai affondate o impegnate a trascinare la Pompée a Gibilterra non vi era neanche più la possibilità di lanciare un attacco anfibio contro i forti spagnoli, e Saumarez, riluttante, dovette annunciare la ritirata verso Gibilterra, lasciando la Hannibal ancora incagliata di fronte al lato spagnolo della baia.
La Hannibal, nel frattempo, era sotto l'attacco combinato delle forze navali francesi e dei forti spagnoli da quattro ore: aveva perso due alberi e 140 uomini, tra morti e feriti. Nel tentativo di salvaguardare la vita del proprio equipaggio, Ferris ordinò ai propri uomini di trovare riparo sotto coperta, ma quando alle 14:00 un incendio scoppiò a bordo, ormai rimasto isolato dalla ritirata di Saumarez, il capitano dichiarò la propria resa. Le truppe francesi che andarono all'arrembaggio si premurarono di spegnere i focolai ed issarono nuovamente l'Union Flag invertita, in segno di resa. Nella Royal Navy, tuttavia, la bandiera issata al contrario segnala una richiesta di aiuto, e almeno una scialuppa inglese fu catturata dai francesi nel tentativo di portare l'aiuto richiesto a Ferris, prima che l'equivoco fosse chiarito.
La vittoria francese era stata pagata cara: più di 160 uomini erano rimasti uccisi e 300 feriti, mentre i tre vascelli avevano subito danni rilevanti. Gli storici presentano dati contrastanti per quanto attiene alle perdite del lato franco-spagnolo, con stime che variano dai 306 morti/280 feriti di James e Clowes ai 161 morti/324 feriti contati da Musteen. Tra i caduti vi erano i capitani della Formidable e della Indomptable, ma Linois rimase illeso. Gli spagnoli subirono 11 morti e la distruzione di cinque navi cannoniere, ma sia i forti sia la stessa cittadina di Algeciras avevano subito danni rilevanti. Le perdite di parte inglese furono altrettanto pesanti, con oltre 130 morti e 230 feriti, la maggior parte dei quali a bordo della Hannibal e della Pompée. Quest'ultima ricevette danni particolarmente ingenti, ma l'intero squadrone di Saumarez aveva necessità di urgenti riparazioni.

## Tra le due battaglie
Nelle ore immediatamente successive alla battaglia, Linois inviò messaggeri via terra a Cadice per richiedere assistenza alla flotta spagnola al comando dell'Ammiraglio Jose de Manzarredo. Entrambe le parti iniziarono un frettoloso programma di riparazioni per mettere nuovamente in grado gli squadroni di riprendere il mare ed affrontare un nuovo, probabile scontro. A Gibilterra, i feriti furono trasportati all'interno dell'ospedale navale, e i morti seppelliti nel camposanto successivamente noto come "Cimitero di Trafalgar". Saumarez ordinò che gli equipaggi delle navi più danneggiate, la Pompée e la Caesar fossero ridistribuiti tra le navi superstiti in maniera da velocizzare i lavori di riparazione. Tale misura era resa necessaria dal fatto che parte della manodopera dei cantieri navali della rocca era stata catturata dai francesi nel corso dell'ultima fase della prima battaglia, quando erano stati inviati al soccorso della Hannibal. Come verificato dal commissario navale di Gibilterra, capitano Alexander Ball, l'intero squadrone aveva bisogno di consistenti opere di riparazione. Il capitano Jahleel Brenton della Caesar non accettò di dover abbandonare la propria nave e, convinto Saumarez, riuscì a far lavorare il proprio equipaggio giorno e notte per far sì che, alla partenza dell'ammiraglio, la Caesar fosse in grado di seguirlo: l'equipaggio riuscì a ripristinare l'alberatura della nave, seppur con materiali d'emergenza, in soli quattro giorni. Saumarez, nel frattempo, inviò ad Algeciras una scialuppa con issata una bandiera bianca per discutere il rimpatrio di Ferris e dei suoi ufficiali. Dopo un breve colloquio, gli ufficiali inglesi prigionieri, tra cui Ferris e Cochrane, furono mandati a Gibilterra, successivamente seguiti dai marinai feriti catturati a bordo della Hannibal. Ferris fu immediatamente inviato in Inghilterra per far fronte alla corte marziale, inevitabile in caso di perdita della propria nave, ma né lui né i suoi ufficiali furono giudicati colpevoli per la cattura della Hannibal.
Dal lato franco-spagnolo, anche Linois condusse un massiccio e rapido programma di riparazioni per consentire alle proprie navi, inclusa la Hannibal (ora armata come Annibal) di riprendere il mare. Nuovi alberi costruiti con materiale di recupero furono montati sulla carcassa della nave inglese, ma i danni erano tali che, a distanza di una settimana, la nave riusciva a malapena a tenere il mare e fu nuovamente mandata ad Algeciras. A Cadice, intanto, nonostante le esitazioni spagnole, il messaggio di Linois ricevette il supporto di Le Pelley, imponendo all'Ammiraglio Mazarredo di far salpare uno squadrone al comando del Vice Ammiraglio Juan Joaquin de Moreno, la mattina del 9 luglio. Lo squadrone includeva due grandiosi vascelli di prima classe armati con 112 cannoni, la Real Carlos e la San Hermenegildo, accompagnati da tre vascelli spagnoli da 96, 80 e 74 cannoni e dalla Saint Antoine, la prima delle navi spagnole acquistate dai francesi, il cui equipaggio era composto dagli uomini sbarcati a Cadice con le fregate Libre ed Indienne e da alcuni marinai spagnoli. Lo squadrone era completato dalla stessa fregata francese Libre, dalla fregata spagnola Sabina e dal lugger francese Vantour.
La partenza di questo squadrone congiunto fu osservata dal capitano Keats della Superb che, tornato a Cadice, aveva ripreso posizione al largo del porto assieme alla HMS Thames ed alla HMS Pasley. La Thames era nelle vicinanze della costa alla ricerca di un mercantile americano catturato e fu testimone dell'uscita dal porto dello squadrone, riuscendo a ritirarsi prima di essere attaccata dalla flotta di Moreno. Keats inviò immediatamente la Pasley a Gibilterra per avvertire Saumarez. La nave giunse a destinazione alle 15:00, seguita a poca distanza dal grosso dello squadrone franco-spagnolo, di cui era rimasta indietro la Saint Antoine seguita a sua volta dalla Superb di Keats. Lo squadrone di Moreno si ancorò nella Baia di Gibilterra di fronte ad Algeciras, avendo cura di mantenersi lontana dalla portata delle batterie inglesi della Rocca, in attesa che Linois completasse le proprie riparazioni. La Saint Antoine raggiunse il resto della squadra la mattina del 10 luglio. Keats portò quindi le proprie navi a Gibilterra, dove, alla vista dei rinforzi nemici, gli sforzi di riparare le imbarcazioni furono raddoppiati, nella consapevolezza che Moreno sarebbe salpato presto alla volta di Cadice assieme allo squadrone di Linois. Saumarez, preoccupato dalle dimensioni dello squadrone congiunto, inviò urgenti messaggi alla flotta inglese del Mediterraneo agli ordini di Lord Keith, richiedendo immediato supporto nella convinzione che Moreno sarebbe rimasto ad Algeciras per almeno due settimane, viste le condizioni delle navi di Linois. La valutazione, tuttavia, era errata: i piani di Moreno erano di far coprire le breve distanza tra Algeciras e Cadice non appena le navi fossero appena nelle condizioni di prendere il mare.

## La seconda battaglia di Algeciras

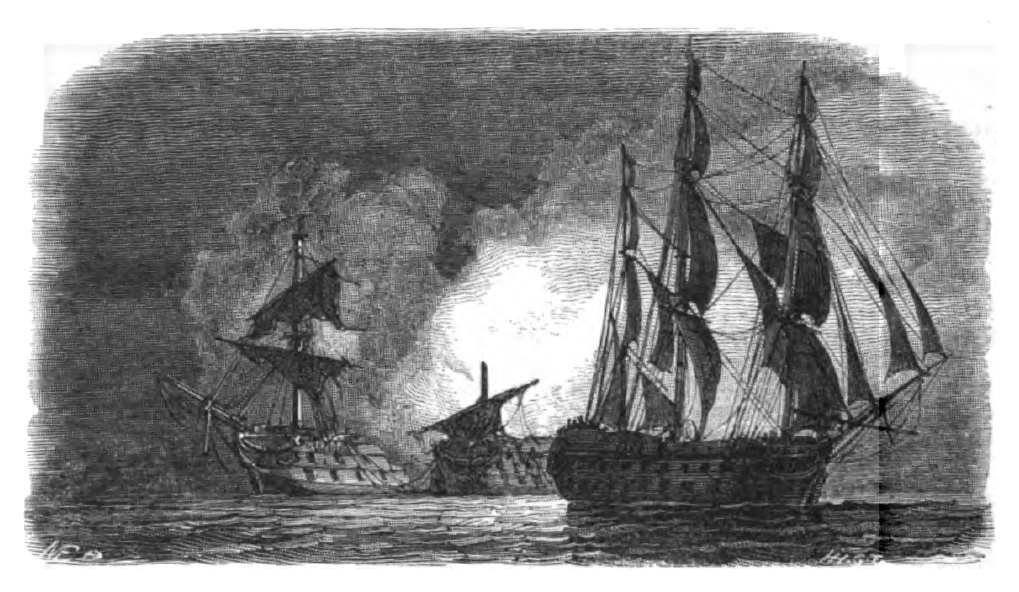
La HMS Superb supera di nascosto la flotta spagnola nella Baia di Algeciras, mentre la Hermenegildo e la Real Carlos, sullo sfondo, esplodono dopo essersi bombardate a vicenda per errore. Disegno di Antoine Léon Morel-Fatio.

La mattina del 12 luglio lo squadrone franco-spagnolo prese il mare, seguito a breve distanza da quello inglese. Entrambi gli schieramenti impiegarono la maggior parte della giornata per completare l'assembramento, rallentati dai venti deboli e dalle condizioni non ottimali di buona parte delle navi. Alle 19:00 Moreno diede ordine al proprio schieramento di levare le vele e dirigersi ad ovest verso il mare aperto e Cadice. Saumarez iniziò l'inseguimento e, alle 20:40, mentre la notte incalzava e il vento iniziava a levare, diede ordine alla nave più veloce del suo squadrone, la HMS Superb del capitano Keats, di portarsi avanti ed attaccare la retroguardia spagnola. Alle 23:20, Keats avvistò la Real Carlos e si portò al suo fianco, sparando tre bordate che provocarono un violento incendio a bordo del galeone spagnolo. La Superb, a quel punto, avanzò ancora verso la Saint Antoine, mentre la Real Carlos, disorientata dalla confusione dell'incendio e dall'oscurità, andava alla deriva fino ad incontrare la San Hermenegildo. Le due possenti navi spagnole si scambiarono vicendevolmente per il nemico ed aprirono il fuoco l'una contro l'altra, con il risultato di impigliare le alberature e propagare il fuoco ad entrambe le imbarcazioni. Entrambe esplosero attorno alle 00:15 del 13 luglio, uccidendo più di 1 700 persone. Nel corso della notte, inoltre, la fregata spagnola Perla, si imbatté in maniera apparentemente casuale nella battaglia e finì con l'essere gravemente danneggiata dal fuoco incrociato, affondando la mattina successiva.
Nel frattempo, Keats aveva attaccato e sconfitto la Saint Antoine, costringendo il Commodoro Julien le Ray, ferito, ad arrendersi dopo solo mezz'ora di combattimenti. La nave francese subì perdire rilevanti, mentre l'equipaggio della Superb ebbe solo 15 uomini feriti. La sfortunata nave, benché si fosse ormai arresa, continuò ad essere cannoneggiata al passaggio del resto dello squadrone inglese che proseguiva il suo inseguimento verso nordovest sulla rotta per Cadice. Alle 04:00 la Formidable, ora al comando del capitano Amable Troude, fu avvistata a nord della baia di Conil, nelle vicinanze di Capo Trafalgar e Saumarez ordinò alla Venerable di Hood di dare la caccia alla nave francese, seguito dalla Thames del capitano Aiskew Hollis. Alle 05:15 la Venerable raggiunse il suo obiettivo, iniziando un duro attacco ravvicinato. Per favorire la conclusione del combattimento, Hood ordinò ad Hollis di affiancarsi alla poppa francese per spazzare con le proprie bordate il ponte della nave nemica. Nonostante l'attacco congiunto, la Formidable riuscì ad avere la meglio, e alle 06:45 l'albero maestro della Venerable crollò su un lato della nave, guastandone seriamente la manovrabilità.

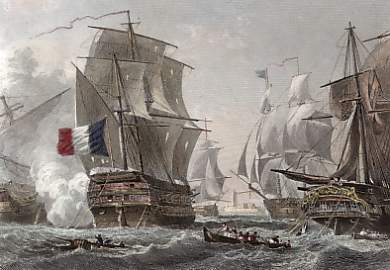
Beau fait d'armes du capitaine Troude, Alfred Morel-Fatio

Cogliendo il vantaggio offerto delle condizioni critiche della nave inglese, Troude sfruttò il vento leggero che aveva iniziato a soffiare per allontanarsi dal combattimento e raggiungere lo squadrone principale di Moreno, che stazionava al largo del porto di Cadice. Poco dopo, anche il resto dell'alberatura della Venerable collassò, mandando la nave alla deriva ad incagliarsi sul vicino isolotto di Sancti Petri, 12 miglia (19,3 km) a sud di Cadice. Il rischio, temuto dagli inglesi, che Moreno potesse contrattaccare ai danni della Venerable fu vanificato dall'arrivo all'orizzonte della Audacious e della Superb, che persuasero l'Ammiraglio spagnolo a prendere la decisione prudente di ritirarsi nelle acque sicure di Cadice. Saumarez lasciò tre delle proprie navi a mantenere il blocco navale di fronte al porto spagnolo, riportando di fatto la situazione allo status quo precedente alla campagna.

## Le conseguenze
In Francia, la campagna fu presentata come una vittoria: i risultati genuini conseguiti da Linois ad Algeciras in un primo tempo furono seguiti dai rapporti "gonfiati" in cui la difesa di Troude nel corso della seconda battaglia venivano presentati come un successo significativo contro una forza inglese preponderante. Benché Troude avesse dato prova di abilità e coraggio nel combattimento, la sua reputazione successiva fu ampiamente costruita sulla base del rapporto edulcorato inviato da Dumanoir le Pelley a Parigi, a sua volta basato su una lettera dello stesso Troude. Nella lettera, egli si vantava di aver combattuto non solo la Venerable e la Thames, ma anche la Caesar e la "Spencer" (si tratterebbe ragionevolmente della Superb). Troude affermo inoltre di non esser solo sfuggito a tutte queste navi, ma anche di aver completamente distrutto la Venerable costringendola a riva. Il Capitano fu quindi promosso e lungamente lodato, arrivando ad ottenere comandi rilevanti all'interno della Marina Francese. In Spagna, invece, i risultati della battaglia fecero infuriare il governo spagnolo e contribuirono all'allentamento dell'alleanza franco-spagnola. La Spagna chiese che le forze spagnole di stanza nei porti francesi di Brest sull'Atlantico tornassero nelle acque nazionali, e di poter alleggerire la propria pressione sul Portogallo. Il raffreddamento delle relazioni tra i due Paesi fu un fattore significativo nella stesura del successivo Trattato di Amiens del 1802, che mise fine alle guerre rivoluzionarie francesi.
In Inghilterra, Saumarez fu ampiamente lodato per la prestazione, dopo che il successo della seconda battaglia riuscì nel mitigare la sconfitta iniziale. Gli furono tributati ringraziamenti da parte di entrambe le Houses of Parliament e fu nominato Cavaliere dell'Ordine del Bagno, con una pensione annua di £1200 (l'equivalente di ca. £77000 al 2013). distanza di cinquant'anni, la seconda battaglia di Algeciras fu tra le azioni di guerra riconosciute meritevoli della Naval General Service Medal, concessa a tutti i partecipanti inglesi ancora vivi nel 1847.

## Valutazione storica
Nella storiografia di lingua inglese la campagna è considerata solitamente come una sola lunga battaglia, e i suoi esiti considerati a favore delle forze inglesi, nonostante il fallimento nel prevenire il congiungimento delle forze di Linois con quelle spagnole e la perdita della Hannibal. Le perdite pesanti inflitte alla flotta spagnola, assieme al ripristino del blocco navale, determinarono il definitivo fallimento dei piani francesi di portare rinforzi all'esercito intrappolato in Spagna. Quest'ultimo, dopo una lunga campagna militare, fu costretto alla resa quello stesso settembre dalle forze congiunte ottomane ed inglesi. Viene comunemente enfatizzato, inoltre, il predominio navale inglese sul Mediterraneo, che non consentì alla Francia ed ai suoi alleati di far salpare le proprie forze militari senza essere intercettati e bloccati dalla Royal Navy.

## Nella cultura di massa
La campagna ha un ruolo prominente nei romanzi Primo Comando (Master and Commander) di Patrick O'Brian, in cui i protagonisti Jack Aubrey e Stephen Maturin assistono, da prigionieri, ad entrambe le battaglie, e Touch and Go di Cyril Northcote Parkinson, il cui protagonista Richard Delancey partecipa attivamente alla campagna.